# Rabies (film, 2010)
Pour plus de détails, voir Fiche technique et Distribution.
Rabies (כלבת, Kalevet) est un film d'horreur israélien sorti en 2010, écrit et réalisé par Aharon Keshales et Navot Papushado (en). Il est considéré comme le tout premier film d'horreur réalisé dans ce pays.

## Synopsis
Plusieurs protagonistes se croisent dans la partie interdite d'un parc naturel, on rencontrera une jeune femme tombé dans un piège, des joueurs et joueuses de tennis tombé en panne d'essence, un garde forestier, son chien et sa compagne, un duo de policier pas très clair et un vrai sérial-killer. Leurs rencontres et leur relations basés sur des quiproquos, des abus de situations dominantes, du stress et de l'angoisse va se conclure par une boucherie.

## Fiche technique
- Titre : Rabies
- Titre original : כלבת (Kavelet)
- réalisation : : Aharon Keshales, Navot Papushado (en)
- scénario : Aharon Keshales, Navot Papushado (en)
- Musique :  Frank Ilfman
- Photographie : Guy Raz
- Pays :  Israël
- Langue : Hébreu
- Budget : 500 000 $[2]
- Genre : Horreur
- Date de sortie :
  - Israël :  2 décembre 2010
- Durée : 90 minutes

## Distribution
- Lior Ashkenazi : Danny
- Ania Bukstein : Adi
- Danny Geva : Yuval
- Yael Grobglas : Shir
- Henry David : Ofer
- Ran Danker : Mikey
- Liat Har Lev : Tali
- Menashe Noy : Menashe
- Ofer Shechter : Pini
- Efrat Boimold : Rona
- Yaron Motola : un homme en bleu de travail
- Efrat Rayten
- Kareen Ophir
- Dror Keren

## Présence dans les festivals
| Lieux      | Dates          | Noms                                   |
| ---------- | -------------- | -------------------------------------- |
| Portugal   | Février 2011   | Fantasporto Film Festival              |
| États-Unis | 21 avril 2011  | Tribeca Film Festival                  |
| Écosse     | 20 juin 2011   | Edinburgh International Film Festival  |
| Allemagne  | 18 août 2011   | Fantasy Filmfest                       |
| Angleterre | 26 août 2011   | Film4 Frightfest                       |
| États-Unis | 7 octobre 2011 | Mile High Horror Film Festival, Denver |
| Espagne    | 8 octobre 2011 | Sitges Film Festival                   |